# Marcel Delaris
Marcel Delaris (Elna, Rosselló, 13 de juliol de 1911 - Perpinyà, agost de 1995 fou un pintor nord-català.

## Biografia
Gràcies al suport del seu oncle Jules Pélissier, director d'una destil·leria i principal contribuent d'Elna, va ingressar a l'Escola Nacional de Belles Arts de París el 1929, i es va integrar al taller de gravat d'André Devambez, la seva major influència, Després va participar durant tres anys al Gran Prix de Rome i va pintar l'obra juvenil Ulisses i Calipso. De 1932 a 1933 va fer el servei militar a Bastia (Còrsega), on va fer molts guaixos i pintures. Allí va pintar, potser per encàrrec, 29 mai 1916 – Cote 304 à Verdun – le soldat Salini François entraîne ses camarades au chant de la Marseillaise. Acabat el servei, fou nomenat professor de dibuix al liceu d'Orlhac. El setembre de 1939 fou mobilitzat per l'exèrcit francès i fet presoner el maig de 1940. Passà gairebé quatre anys en captivitat a Alemanya (1940-1943). En tornar portarà una sèrie d'obres en paper, dibuixos i guaixos que van ser objecte d'una exposició retrospectiva al Museu d'Elna, que posseeix algunes de les seves obres.
Després de la Segona Guerra Mundial fou nomenat professor de dibuix al Lycée François-Arago de Perpinyà. Hi farà la seva carrera fins a la seva jubilació a principis dels setanta. Artista infatigable, continuarà produint fins a la seva mort a l'agost de 1995 a Perpinyà.
La seva prolífica obra ha estat desplegat en una varietat d'estils, tècniques i materials: carbó, oli, en colors pastel, aquarel·la, aiguada, tinta, ceràmica ... cartells, decoracions, tapissos, pedra i fusta pintada. Destaca en la creació de paisatges, però també un retratista molt apreciat al llarg de la seva carrera.
Les seves pintures a l'oli i aquarel·les s'inspiren en escenes de la vida quotidiana. A principis dels anys seixanta, a abandonar la pintura a l'oli i els grans formats (que tenien problemes per trobar un comprador en un mercat local massa estret) per invertir plenament en la ceràmica. Va produir centenars de peces originals: gerros, plats, rajoles i rajoles decorades, etc. que han estat molt populars amb el públic. L'artista es va anar convertint a poc a poc en un estil gràfic d'interpretació lliure i poètica. A finals dels anys seixanta i principis dels anys setanta, es va dedicar a la decoració de pedres i fusta, recollides en els seus passejos, així com a les tintes i composicions xineses de cartró, sempre a un estil que podria qualificar-se de "figuració onírica", amb composicions inspirades lliurement per les formes de la natura, les plantes, els personatges imaginaris, muses, nimfes, animals, etc.
Un universitari perpinyanès, Frédéric Sabatiniva començar en els anys 2000 un treball analític sobre el treball de Marcel Delaris, que ha contribuït a destacar els seus assoliments durant els anys de captivitat.

## Obres a museus
- Paysage de neige, 1952, Museu d'Art Modern de Ceret[5][1]